# Бечки метро
Бечки метро уз систем трамваја, аутобуса и брзих регионалних возова чини саставни део јавног превоза у Граду Бечу. Састоји се од 5 линија које су повезане са системом брзих регионалних и међународних возова. Све станице добиле су име по деловима града или познатим грађевинама у близини којих се налазе. Линије немају посебна имена већ су нумерисане бројевима и за сваку је карактеристична одређена боја. Свака линија у свом називу садржи префикс U (скраћеница од немачке речи 'untergrund' - подземан) и број линије. Тренутно постоје следеће линије: U1, U2, U3, U4 и U6, линија U5 је у изградњи.

## Мрежа Бечког метроа
Отварањем проширења линије U1 са пет станица дужине 4,6 км у септембру 2017., мрежа бечког метроа се састоји од 83,1 километара трасе, која опслужује 109 станица. Планирано је да даља проширења буду завршена у периоду 2026-2032, чиме се коначно ствара линија U5 која недостаје. По завршетку пројеката U5 и U2, тада ће постојати мрежа дуга 90 километара са 116 станица.
Метро саобраћа између 05:00 и око 01:00 у интервалима између два и пет минута током дана и до осам минута након 20:00. Од 4. септембра 2010. петком и суботом увече, и увече пред државни празник, постоји 24-часовна служба у интервалима од 15 минута. Ових ноћи 24-часовна услуга је допуњен аутобуским превозом Vienna NightLine.

## 
| U1 (Oberlaa - Leopoldau) |

U1 или црвена линија има укупно 19 станица и пролази испод самог центра Беча. Продужење њене трасе за још 6 станица ка југу очекује се до 2015. године, а завршетак линије се очекује за крај 2020.
Траса линије
| U2 (Seestadt - Karlsplatz) |

Љубичаста линија је тренутно и најкраћа линија чији је 4. сегмент у изградњи. Други сегмент завршен је у мају 2008. године и то првенствено за потребе Европског фудбалског првенства, јер траса линије пролази поред самог Ернст Хапел стадиона. Трећи сегмент је завршен у октобру 2010. године, а потпуни завршетак ове линије очекује се до 2025. године.

## U3
| U3 (Ottakring - Simmering) |

Наранџаста линија је завршена 2000. године након 11 година градње. Данас има 21 станицу и укршта се са свим осталим линијама метроа. Једна од станица је и Ердберг, где се налази и истоимена аутобуска станица одакле саобраћа већина аутобуских линија ка Србији и земљама источне Европе.

## U4
| U4 (Hütteldorf - Heiligenstadt) |

U4, зелена линија је најстарија и почетно пуштена у рад између 1898. и 1901. године, да би у периоду између 1976. и 1981. године била модернизована. У првом делу пружа се паралелно са Бечком реком да би потом наставила даље дуж Дунавског канала.

## 
| U6 (Floridsdorf - Siebenhirten) |

Браон линија је најдужа линија Бечког метроа. Уз то, ово је и једина линија чији је комплетни централни део надземан.